# ژول کومبی
ژول کومبی (فرانسوی: Jules Comby‎؛ ‏ تلفظ فرانسوی: [ʒyl kɔ̃bi]؛ ‏ ۲۸ آوریل ۱۸۵۳ – ۱۸ مارس ۱۹۴۷) پزشک متخصص کودکان اهل فرانسه بود. نشانه کومبی که به افتخار او نام‌گذاری شده و یکی از نشانه‌های اولیهٔ سرخک است به لکه‌های باریک سفید رنگ روی لثه و غشای مخاطی دهان گفته می‌شود.